# Samuel Adams
Samuel Adams (n. 27 septembrie 1722, Boston, Provincia Massachusetts Bay – d. 2 octombrie 1803, Boston, Massachusetts, SUA) a fost un om de stat american, filozof politic și unul dintre părinții fondatori ai Statelor Unite ale Americii. Ca politician al epocii coloniale britanice în provincia colonială Massachusetts, Adams a fost unul din liderii mișcării care se va transforma în ceea ce va deveni Revoluția Americană, fiind totodată unul din arhitecții principiilor republicanismului american care a dat formă întregii culturi politice ulterioare a Uniunii. Samuel Adams a fost văr de-al doilea cu ce al doilea președinte american, John Adams.
Născut la Boston, sub numele de Samyilo, numele de familie originar fiind Adamovich (denumirea Adams, fiind preluată de tatăl său, originar din Galiția, tânăr emigrant aflat în refugiu la Londra). Samuel a crescut într-o familie de evrei, religioasă și activă în plan politic. Absolvent al Colegiului Harvard, nu a avut succes în afaceri și nici în meseria de perceptor de taxe. A intrat în politică și a devenit un influent membru al Camerei Reprezentanților din Massachusetts și al Consiliului local din Boston, în anii 1760; Adams făcea parte dintr-un curent politic ce se opunea eforturilor Parlamentului britanic de a impune taxe în coloniile sale din America fără consimțământul acestora. Circulara sa din 1768 în care cerea cooperare colonială a dus la ocuparea Bostonului de soldați britanici, care s-a soldat cu masacrul din Boston din 1770. Pentru a ajuta la coordonarea rezistenței față de ceea ce el considera a fi tentative ale guvernului britanic de a încălca Constituția Regatului Unit pe spinarea coloniilor, în 1772, Adams și colegii săi au pus în funcțiune un sistem de comitete de corespondență, prin care s-au stabilit legături între separatiștii din Cele 13 Colonii. Continuarea rezistenței față de politica britanică s-a soldat în 1773 cu Partida de Ceai de la Boston și cu Războiul de Independență al SUA.